# Белорусский талер

Эскизы монет 50 грошей и 5 талеров, созданные Львом Толбузиным.

Белору́сский та́лер — предлагавшееся некоторыми общественными деятелями Беларуси в начале 1990-х годов название белорусской денежной единицы (разменной монеты — грош, гро́ши).
Концепцию оформления талера разрабатывал художник Владимир Круковский, эскизы монет — Лев Толбузин, дизайн бумажных купюр — Леонид Бартлов. Цветовая гамма банкнот, как и государственного на тот момент БЧБ-флага была бело-красной, на них предполагалось изображать видных деятелей Беларуси: князей, поэтов, революционеров и т.д.
В настоящее время в оппозиционной прессе фигурирует большое число легенд, гласящих, что было принято решение о введении талера, что банкноты были также отпечатаны и ввезены в Беларусь. Характерной чертой подобных публикаций является отсутствие ссылок как на официальных (или бывших таковыми в рассматриваемый период) лиц, которые бы подтвердили подобные слухи, так и на другие независимые источники.
В то же время Станислав Богданкевич, бывший в 1991—1995 годах председателем правления Национального банка страны, отрицает все подобные утверждения. По его словам, вопрос о введении белорусской валюты рассматривался президиумом Верховного Совета Беларуси 12-го созыва, при этом название «талер» поддержал только один человек, Нил Гилевич, и было принято решение назвать валюту «белорусский рубль». Это решение утвердил Верховный Совет. Работа над белорусским талером была прекращена. Юлия Барило в своей статье на сайте «planetabelarus.by» также предполагает, что талеры не были введены в обращение, потому что печать банкнот по предложенным проектам была на тот момент практически невозможной из-за сложности рисунков на проектах.
По словам Богданкевича, талер никогда не печатался и все подобные утверждения не более, чем легенда. В то же время, в Германии в 1994 году были напечатаны новые банкноты белорусских рублей, которые в последующем так и не были введены в обращение.
Возможно, часть журналистов считает именно эти банкноты «напечатанными талерами». Не подтверждает истории о каких-либо официальных попытках ввести белорусский талер или о его отпечатке и ввозе в Беларусь и Вячеслав Кебич, бывший на тот момент премьер-министром Беларуси.
Некоторые партии Беларуси (например, ОГП) продолжают выступать за введение талера как национальной денежной единицы. О популярности названия «талер» в Беларуси, в частности, свидетельствует тот факт, что в 2017 году так была названа белорусская криптовалюта.